# 시라누카정
시라누카정(일본어: 白糠町)은 일본 홋카이도 구시로 종합진흥국 관내의 시라누카군에 있는 정이다.
정명의 유래는 아이누어의 ‘시라리’(シラリ, 물가), ‘카’(カ, 위), ‘시라르카’(シラルカ), ‘시라리이카’(シラリイカ) 등에서 왔다.

## 지리
구시로 종합진흥국 관내 서부에 위치하며 구시로시 도심부에서 서쪽으로 약 30km 거리이다. 정역은 동서로 구시로시 사이에 끼어 있다. 오비히로시에서는 동쪽으로 약 90km 떨어져 있다. 남부의 태평양 연안을 따라서 동서로 국도 38호선, 네무로 본선이 지난다. 많은 인구가 연안에 집중한다.

### 기후
| 시라누카정의 기후                                            | 시라누카정의 기후 | 시라누카정의 기후 | 시라누카정의 기후 | 시라누카정의 기후 | 시라누카정의 기후 | 시라누카정의 기후 | 시라누카정의 기후 | 시라누카정의 기후 | 시라누카정의 기후 | 시라누카정의 기후 | 시라누카정의 기후 | 시라누카정의 기후 | 시라누카정의 기후 |
| 월                                                           | 1월               | 2월               | 3월               | 4월               | 5월               | 6월               | 7월               | 8월               | 9월               | 10월              | 11월              | 12월              | 연간              |
| ------------------------------------------------------------ | ----------------- | ----------------- | ----------------- | ----------------- | ----------------- | ----------------- | ----------------- | ----------------- | ----------------- | ----------------- | ----------------- | ----------------- | ----------------- |
| 역대 최고 기온 °C (°F)                                       | 8.2 (46.8)        | 9.1 (48.4)        | 15.6 (60.1)       | 26.4 (79.5)       | 30.9 (87.6)       | 31.1 (88.0)       | 33.3 (91.9)       | 35.5 (95.9)       | 31.3 (88.3)       | 23.1 (73.6)       | 21.2 (70.2)       | 13.1 (55.6)       | 35.5 (95.9)       |
| 일평균 최고 기온 °C (°F)                                     | −0.3 (31.5)       | −0.2 (31.6)       | 3.4 (38.1)        | 8.8 (47.8)        | 13.4 (56.1)       | 16.3 (61.3)       | 20.0 (68.0)       | 21.9 (71.4)       | 20.2 (68.4)       | 15.3 (59.5)       | 8.8 (47.8)        | 2.3 (36.1)        | 10.8 (51.5)       |
| 일일 평균 기온 °C (°F)                                       | −6.2 (20.8)       | −5.9 (21.4)       | −1.4 (29.5)       | 3.5 (38.3)        | 8.3 (46.9)        | 12.0 (53.6)       | 16.0 (60.8)       | 17.8 (64.0)       | 15.4 (59.7)       | 9.5 (49.1)        | 3.2 (37.8)        | −3.3 (26.1)       | 5.7 (42.3)        |
| 일평균 최저 기온 °C (°F)                                     | −13.0 (8.6)       | −13.0 (8.6)       | −7.2 (19.0)       | −1.8 (28.8)       | 3.3 (37.9)        | 8.3 (46.9)        | 12.8 (55.0)       | 14.6 (58.3)       | 11.0 (51.8)       | 3.6 (38.5)        | −2.8 (27.0)       | −9.5 (14.9)       | 0.5 (32.9)        |
| 역대 최저 기온 °C (°F)                                       | −26.5 (−15.7)     | −29.2 (−20.6)     | −20.8 (−5.4)      | −14.6 (5.7)       | −7.2 (19.0)       | −1.9 (28.6)       | 2.9 (37.2)        | 5.3 (41.5)        | −0.5 (31.1)       | −6.5 (20.3)       | −13.4 (7.9)       | −22.9 (−9.2)      | −29.2 (−20.6)     |
| 평균 강수량 mm (인치)                                        | 38.3 (1.51)       | 25.6 (1.01)       | 53.9 (2.12)       | 82.2 (3.24)       | 123.1 (4.85)      | 113.3 (4.46)      | 132.5 (5.22)      | 148.9 (5.86)      | 170.4 (6.71)      | 119.6 (4.71)      | 63.6 (2.50)       | 55.0 (2.17)       | 1,119.1 (44.06)   |
| 평균 강설량 cm (인치)                                        | 77 (30)           | 71 (28)           | 78 (31)           | 14 (5.5)          | 0 (0)             | 0 (0)             | 0 (0)             | 0 (0)             | 0 (0)             | 0 (0)             | 8 (3.1)           | 49 (19)           | 298 (117)         |
| 평균 강수일수 (≥ 1.0 mm)                                     | 5.0               | 4.3               | 7.2               | 8.8               | 10.3              | 9.5               | 11.0              | 11.6              | 10.8              | 8.6               | 8.1               | 6.6               | 101.8             |
| 평균 강설일수 (≥ 3 cm)                                       | 9.4               | 9.4               | 10.6              | 1.9               | 0                 | 0                 | 0                 | 0                 | 0                 | 0                 | 0.9               | 5.8               | 38                |
| 평균 월간 일조시간                                           | 187.0             | 183.4             | 197.4             | 182.2             | 172.1             | 128.7             | 112.7             | 123.0             | 140.8             | 174.3             | 170.0             | 177.6             | 1,949.2           |
| 출처: 일본 기상청 (평년값: 1991년~2020년, 극값: 1977년~현재) |                   |                   |                   |                   |                   |                   |                   |                   |                   |                   |                   |                   |                   |

### 인접한 자치체
- 구시로 종합진흥국
  - 구시로시

- 도카치 종합진흥국
  - 도카치군 우라호로정
  - 나카가와군 혼베쓰정
  - 아쇼로군 아쇼로정

## 역사
- 1632년 - 시라누카 장소가 개설되었다.
- 1884년 - 시라누카외 6촌 호장사무소가 개설되었다.
- 1915년 - 시라누카촌과 쇼로촌이 합병해 시라누카촌이 되었다.
- 1950년 - 정으로 승격해 시라누카정이 되었다.

## 경제
임업, 어업(샤샤모·연어 등), 공업, 낙농업이 활발하다. 예전에는 유베쓰 탄광의 가미차로 탄광, 메이지 광업의 쇼로 탄광 등 여러 탄광이 번창했으나 현재는 모두 폐광했다.
정 동부에는 구시로 시라누카 공업단지가 있어 경공업과 식품가공 기업을 중심으로 입지하고 있다. 또 니시쇼로 지구 서부에도 경공업 단지가 있다. 구시로시, 시라누카정 전역이 구시로·시라누카 차세대 에너지특구로 지정되어 다이메틸 에테르 연구·공급 거점의 집적을 도모하고 있다.

## 교통

### 철도
- 홋카이도 여객철도 네무로 본선

### 도로
- 국도 38호선
- 국도 274호선
- 국도 392호선(일본어판)

## 자매 도시
- 중국 푸젠성 샤먼시(2001년 9월 25일)